# Central Tejo (conjunt arquitectònic)
El conjunt arquitectònic de la Central Tejo, després de les successives transformacions i ampliacions al llarg dels anys, es manté en un perfecte estat de conservació. Es tracta d'un gran conjunt fabril de la primera meitat de segle XX reutilitzat per a fins museològics amb una estètica personal i un material que sobresurt sobre tota la resta: el maó. El maó és l'element unificador del conjunt i aquell que l'atorga ornamentació però, sota d'ell, suportant-ho tot, es troba una estructura del ferro que és el veritable esquelet dels edificis.

## Primitiva Central Tejo
Anteriorment a l'actual conjunt industrial, va existir una petita "fàbrica de llum", la primitiva Central Tejo, a la que popularment se l'anomenà Central da Junqueira per estar-hi junt al carrer de la Junqueira, i de la qual no persisteix res. Va ser un edifici construït en 1909, basat en el projecte enginyer de Lucien Neu i executat per la signatura Vieillard & Touzet, amb una estètica clarament modernista i una decoració localitzada, principalment, en les seues façanes nord-sud, on s'adossaven tres naus industrials pel costat occidental que allotjaven les calderes. De l'antiga central destacaven les dues esveltes xemeneies, una realitzada en maó i l'altra en ferro amb forma cònica inversa, que sobresortia de tot el conjunt.
Les façanes nord-sud de la nau principal, on se situaven els generadors, estaven decorades amb semblança al modernisme provinent de l'arquitectura del ferro, com estacions de ferrocarril o mercats, instal·lat en Portugal feia poc temps. Tenien una estructura de tres carrers separats per pilastres, petits frisos dentats recorrent-les horitzontalment i un gran frontó trencat que les culminava.
Els carrers laterals tenien dues obertures sent, la inferior, amb llindar, i el superior amb arc rebaixat. El cos central, de major envergadura que els laterals, destacava per la seua gran obertura que recorria la façana de baix cap a dalt endinsant-se en el frontó obligant-lo a sobrealçar-se. En l'arrabà de l'arc de mig punt, gravat sobre rajola de València, es podia apreciar la llegenda: "1909 / Cªs Reunidas Gaz e Electricidade / Estação Eléctrica Central Tejo".
De finals de segle xix, són les naus industrials de l'antiga refinaria de sucre situada junt a la central, propietat de l'antiga Companhia de Açúcar de Moçambique, les quales foren adquirides arran la demolició de la primitiva Central Tejo. Es tracta d'una petita fàbrica sense gran ornamentació però amb una forma molt característica. Està composta per dues naus longitudinals, cobertes de forma serrada i una espècie de torre central, on es realitzava la major part del procés de cristal·lització, i quatre naus longitudinals en la part occidental cobertes a dues aigües. Totes les obertures estan protegides per motllures realitzades amb maó i tenen un remat d'arc rebaixat.

## Actual Central Tejo

### Fase de Baixa Pressió
Les naus de Baixa Pressió començaren a construir-se a mitjan dècada de 1910, tot i que fins a 1930 anaren realitzant-se diverses ampliacions, en un context marcat pel modernisme (anomenat en Portugal Arte Nova), aquestes naus de la central es construiran estèticament seguint els seus paràmetres. La seua estructura està realitzada amb una arquitectura del ferro amb revestiment del característic maó que continuarà, també, en l'edifici d'alta pressió.
L'antiga Sala de Calderes són quatre naus industrials, tres d'elles de la mateixa mida i una de més gran, cobertes a dues aigües, que creen un únic espai diàfan al seu interior; alhora, dues naus disposades transversalment en la part de llevant segueixen la mateixa estètica modernista, tot i que l'edifici de la subestació i despatxos, el més allunyat, no té el cobriment a dues aigües.
Les façanes curtes destaquen per les seues grans obertures verticals rematades amb arc de mig punt i motllura; sobre d'elles, una mena de frontó amb el remat sobrealçat i amb llindar que tanca l'espai. A sota de tot, un basament llis que no deixa entreveure el maó i motllures d'un arc rebaixat simulant obertures (algunes ho són), "suporta" la resta de la façana.
Per la seua banda, les façanes de la Sala de Màquines mereixen una atenció especial; són les que presenten majors aspectes modernistes i més motius decoratius, com ja va ocórrer a la primitiva Central Tejo i a la majoria de central de l'època (tal vegada per ser el cor productiu d'aquestes), sense deixar de seguir l'estètica de la resta del conjunt.
El seu basament ja presenta algunes diferències. Té una decoració de carreus simulats, estant els de sota sense desbastar; a més, a la dovella central de cada oberta es troba una clau. Ja al pis de maó, també s'hi mostren les tres grans finestrals amb arcs de mig punt però aquí, la central, és de mida més gran i una motllura correguda que travessa tota la façana fins a les laterals, tenint una clau a la cúspide dels arcs. El remat, també format per un frontó trencat, mostra unes motllures decoratives realitzades amb maons a manera d'arquets llombards. Els extrems de la façana són fets a través d'unes pilastres que neixen del basament i s'alcen fins al frontó, recordant dos petites torres de les façanes eclesiàstiques.
Les façanes longitudinals mostren una composició harmònica amb una divisió de tres carrers separats per grans pilastres; en cada carrer s'introdueixen tres finestres verticals ornamentades amb una motllura correguda que travessa tot el lateral. Sobre aquest cos de finestres verticals hi ha una mena de fris amb tres finestres quadrades.

### Fase d'Alta Pressió
En l'Edifici d'Alta Pressió els motius decoratius són ben diferents al de la baixa pressió, amb influències classicistes, guanyant en altura i monumentalitat; això no obstant, respecta la mateixa estètica de revestiment amb la utilització del maó en tot el seu conjunt. A més, cap a l'interior, igual que ocorre en la sala de calderes de baixa pressió, el pis que divideix els cinzeiros de les calderes estan cobertes amb petites voltes paral·leles de mig punt amb l'única diferència que, en la baixa pressió es realitzaren amb maó i, en l'alta, amb formigó armat.
L'edifici fou construït en la dècada dels '40, amb una visió cap al passat, a les influències clàssiques dels palaus renaixentistes, fidel reflex de l'època en què fou construïda, dintre d'un context autoritari que vivia aleshores Portugal.
La seua estructura és una autèntica obra d'enginyeria, es tracta d'una obra única en Lisboa d'arquitectura del ferro que suporta no sols el revestiment de maó, sinó també les calderes, les xemeneies i el dipòsit d'aigua situat en la cúspide. Estèticament, la façana segueix els models d'un palau del renaixement o, el que bé a ser el mateix: basa, pilastra i entaulament. El cos principal està organitzat a base de grans finestrals verticals amb arc de mig punt, clau central i motllura correguda arreu la façana; entre ells, s'hi troben grans pilastres que abracen tota la façana, des del basament fins a l'entaulament, travessant-hi tots tres cossos.
L'entaulament superior hi té dos frisos independents, l'inferior està ornamentat amb cassetons cecs emmarcats en motllures i, el superior, respon a la mateixa organització tot i que amb finestres. A la part més propera a l'edifici de baixa pressió, una petita torre sobresurt entre la façana i, finalment, ja alçant-se sobre tota resta, s'hi troben les quatre ximeneies de les calderes d'alta pressió, on es pot observar la seua gran altura i, en la seua bassa, tot el mecanisme d'alliberament i aprofitament d'aire.
Així, des de qualsevol punt de vista i, si més no, des de l'aconseguida a la vora del Tajo, el conjunt de la Central Tejo s'alça sobre qualsevol altre edifici del voltant degut, no sols a la seua monumentalitat i grandària, sinó també a la seua estètica ornamental amb maons que fa creure, difícilment, que allò era una fàbrica que produïa electricitat.